# Lil Jon
Jonathan Smith (Atlanta, 17 januari 1971), beter bekend als Lil Jon, is een Amerikaanse hiphopartiest en producer. Hij is bekend als pionier van "crunk", een subgenre binnen de hiphop-muziek, en een combinatie van Southern hiphop en bass muziek. Zijn groep, Lil Jon & the East Side Boyz, is een van de belangrijkste acts binnen dit genre.
Lil Jon zat tot 1988 op de Douglass High School in Atlanta. Hij werkte als dj toen Jermaine Dupri hem ontdekte en hem uitnodigde als A&R-manager bij het platenlabel So So Def te gaan werken. Hij deed dit van 1993 tot 2000. Lil Jon presenteerde daarnaast een radioprogramma op V103. Hij maakte remixes voor artiesten als Usher, Too Short, Xscape en Total.
In Nederland scoorde hij in 2004 een #1-hit met Yeah!, een samenwerking met Usher en Ludacris. Verder is hij een van de drijvende krachten achter het succes van Ciara en Pitbull.
Lil Jon wordt vaak geparodieerd om zijn excentrieke gedrag. Hij draagt vaak een grote massieve beker ingelegd met diamanten bij zich.

## Discografie

### Singles
| Single met eventuele hitnotering(en) in de Nederlandse Top 40 | Datum van verschijnen | Datum van binnenkomst | Hoogste positie | Aantal weken | Opmerkingen                                                     |
| ------------------------------------------------------------- | --------------------- | --------------------- | --------------- | ------------ | --------------------------------------------------------------- |
| Yeah!                                                         | 2004                  | 13-03-2004            | 1(4wk)          | 15           | met Usher & Ludacris / Nr. 1 in de Single Top 100 / Alarmschijf |
| Do you remember                                               | 2010                  | 03-04-2010            | tip3            | -            | met Jay Sean & Sean Paul                                        |
| Turn down for what                                            | 2013                  | 24-05-2014            | 21              | 11           | met DJ Snake / Nr. 23 in de Single Top 100                      |

| Single met hitnotering(en) in de Vlaamse Ultratop 50 | Datum van verschijnen | Datum van binnenkomst | Hoogste positie | Aantal weken | Opmerkingen                           |
| ---------------------------------------------------- | --------------------- | --------------------- | --------------- | ------------ | ------------------------------------- |
| Yeah!                                                | 2004                  | 20-03-2004            | 2               | 19           | met Usher & Ludacris                  |
| Do you remember                                      | 2010                  | 27-03-2010            | 22              | 7            | met Jay Sean & Sean Paul              |
| Mutate                                               | 2012                  | 05-01-2013            | tip80           | -            | met Sidney Samson                     |
| Madness                                              | 2013                  | 09-02-2013            | 35              | 3            | met Dimitri Vegas & Like Mike & Coone |
| Turn down for what                                   | 2013                  | 14-06-2014            | 41              | 9            | met DJ Snake                          |
| Bend ova                                             | 2014                  | 04-10-2014            | tip72           | -            | met Tyga                              |